# Lugo (provins)

Lugo er en provins i det nordvestlige Spanien i den nordøstlige del af den den autonome region Galicien. Den grænser til provinserne Ourense, Pontevedra, A Coruña, León, Asturias og i nord til Biscayabugten.
Provinshovedstaden er Lugo hvor omtrent 1/4 af de i alt omkring 355.000 indbyggere bor.
Provinsen har 67 kommuner og dækker et område på 9.856 km².
Den vigtigste flod i provinsen Lugo er Miño, der har sit udspring her, og løber mod syd. På sin vej gennem området løber floden Sil ud i den. Derudover er der i nord flere kystfloder der løber ud i havet, blandt andre Navia, Eo og Landrove.
Pilgrimsruten Jakobsvejen når Galicien i passet Puerto de Piedrafita i 1.123 meters højde ved O Cebreiro i provinen , og går gennem den fra øst mod vest.
| Municipio           | Habitantes |
| ------------------- | ---------- |
| 1-Lugo              | 96.678     |
| 2-Monforte de Lemos | 19.546     |
| 3-Vivero            | 16.238     |
| 4-Villalba          | 15.437     |
| 5-Sarria            | 13.508     |
| 6-Ribadeo           | 9.983      |
| 7-Foz               | 9.970      |
| 8-Burela            | 9.381      |
| 9-Chantada          | 9.014      |
| 10-Guitiriz         | 5.896      |